# Grussländfluga
Grussländfluga (Sphaerophoria rueppellii) är en tvåvingeart som först beskrevs av Christian Rudolph Wilhelm Wiedemann 1830.  Grussländfluga ingår i släktet sländblomflugor, och familjen blomflugor. Arten är reproducerande i Sverige. Inga underarter finns listade i Catalogue of Life.